# Oxford Airport
Oxford Airport (IATA: OXF, ICAO: EGTK), ook bekend als London Oxford Airport of Kidlington Airport, is een regionale luchthaven in Kidlington, een plaats in het Engels district Cherwell van Oxfordshire, 95 km ten noordwesten van het centrum van Londen en 11 km ten noordwesten van Oxford. Het is een belangrijke luchthaven voor privé- en zakenvluchten en voor vliegtraining. Het is een van de twee luchthavens waar de Oxford Aviation Academy actief is.
De luchthaven werd oorspronkelijk in 1935 door Oxford City Council opgericht om op te treden als gemeentelijke luchthaven, maar na gebruik door de Royal Air Force (als RAF Kidlington) tijdens de Tweede Wereldoorlog, werd het een opleidingscentrum voor luchtvaartonderwijs, -charters en -onderhoud. In 1968 was het het op een na drukste vliegveld in het VK met 223.270 bewegingen - slechts 10% minder dan Heathrow. Vijf jaar lang vlak na de Tweede Wereldoorlog (1951-1956) was Kidlington de uitvalsbasis voor de Oxford Gliding Club. De club is later verhuisd naar RAF Weston-On-The-Green vanwege een toename van het aantal aangedreven vliegtuigen. 